# Gueuse

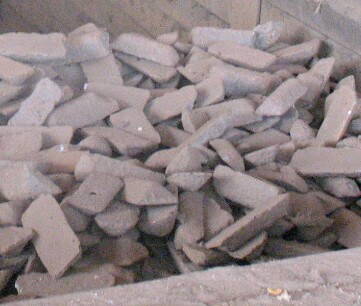
Gueuses de fonte

Une gueuse, vocable commun de la sidérurgie ancienne, est une masse de fonte brute de quelques dizaines de kilos, grossièrement moulée, issue de la coulée liquide d'un haut fourneau ou d'un cubilot. À la différence du lingot, il s'agit de fonte de première fusion et coulée à l'air libre. 
Ses utilisations consistent essentiellement en un demi-produit pour la sidérurgie. Le vocable emprunté à l'allemand du début du XIVe siècle ne correspond nullement au produit pâteux extrait du bas fourneau, mais à la coulée liquide à la sortie du haut fourneau, et par extension la matière figée et refroidie, souvent en morceaux informes si elle n'est pas préalablement moulée. La gueuse en sidérurgie indirecte ancienne, bien avant les procédés de la révolution industrielle comme le puddlage, était ensuite traitée pour obtenir du fer ou de l'acier, ou refondue dans un cubilot. C'est donc un produit moins élaboré que le lingot, dont la composition chimique n'est pas appelée à évoluer, et dont la structure interne influe sur les propriétés finales de la pièce.

## Origine du mot et sens dérivés
Le mot féminin gueuse apparaît pour la première fois en langue française, associé au haut fourneau de Moyeuvre, dans le compte barrois des forges et forêts de Briey couvrant la période de 1324 à 1327. Il dériverait de l'adaptation d'un terme technique bas allemand Göse, associé au verbe allemand gösen, signifiant « fondre, couler une pièce en métal ou en fonte », le métal et la fonte étant nécessairement liquides pour cette opération. La technique de sidérurgie indirecte, produisant d'abord la fonte, est importée du monde germanique, elle s'est déjà implantée à l'est de Cologne, mais elle semble connue plus anciennement aux abords de la Forêt-Noire entre Stuttgart et la Suisse du Nord actuelle. Ce procédé se nomme encore aujourd'hui en allemand Gießen alors que le substantif Gieß désignait précocement le métal liquide de la coulée, puis le matériau qu'est la fonte aux XVIIe et XVIIIe siècles. 
Par extension métonymique, la gueuse peut aussi désigner le moule servant à couler cette fonte, en sable, métallique ou autre, ou encore une masse de métal employé dans les exercices de force en préparation sportive. Le naturaliste Buffon désigne simplement par ce mot un lingot de fonte en 1783.

## Présentation
À l'origine, les gueuses étaient coulées directement à la sortie du haut fourneau, en grappe. Le gueusard, une rigole tracée dans le sable, alimentait en fonte liquide des cavités creusées dans le sable. Le procédé de coulée dans le sable, fut inventé par Abraham Darby I, qui nomma la fonte coulée ainsi pig iron, la disposition des gueuses et du gueusard ressemblant à une truie allaitant ses gorets. 
Au début du XIXe siècle, la généralisation du puddlage entraîne une plus grande exigence sur le poids et les formes de la gueuse, qui peuvent varier sensiblement. Le saumon de fonte apparaît alors, qui est une gueuse calibrée pour le four à puddler

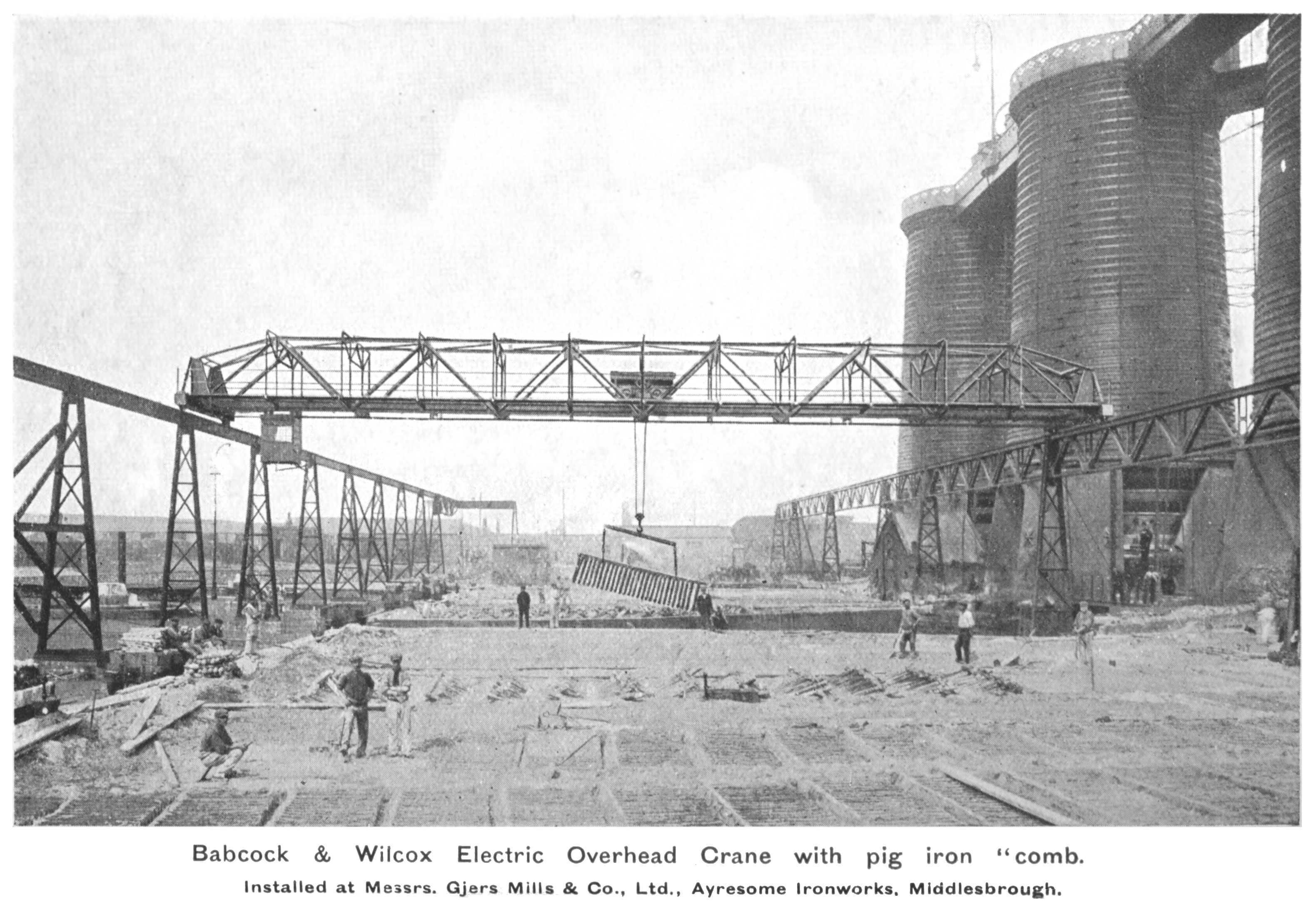
Préparation du sable aux hauts fourneaux de Port Clarence Works.
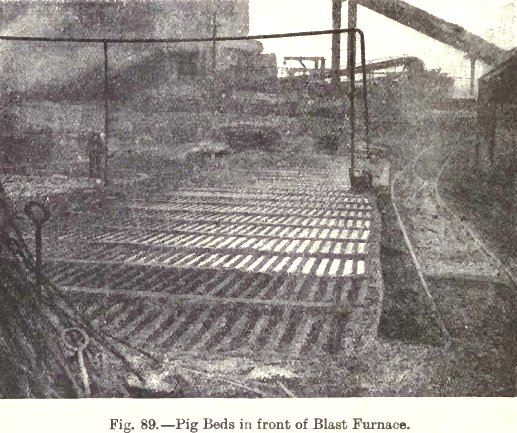
Remplissage des moules.
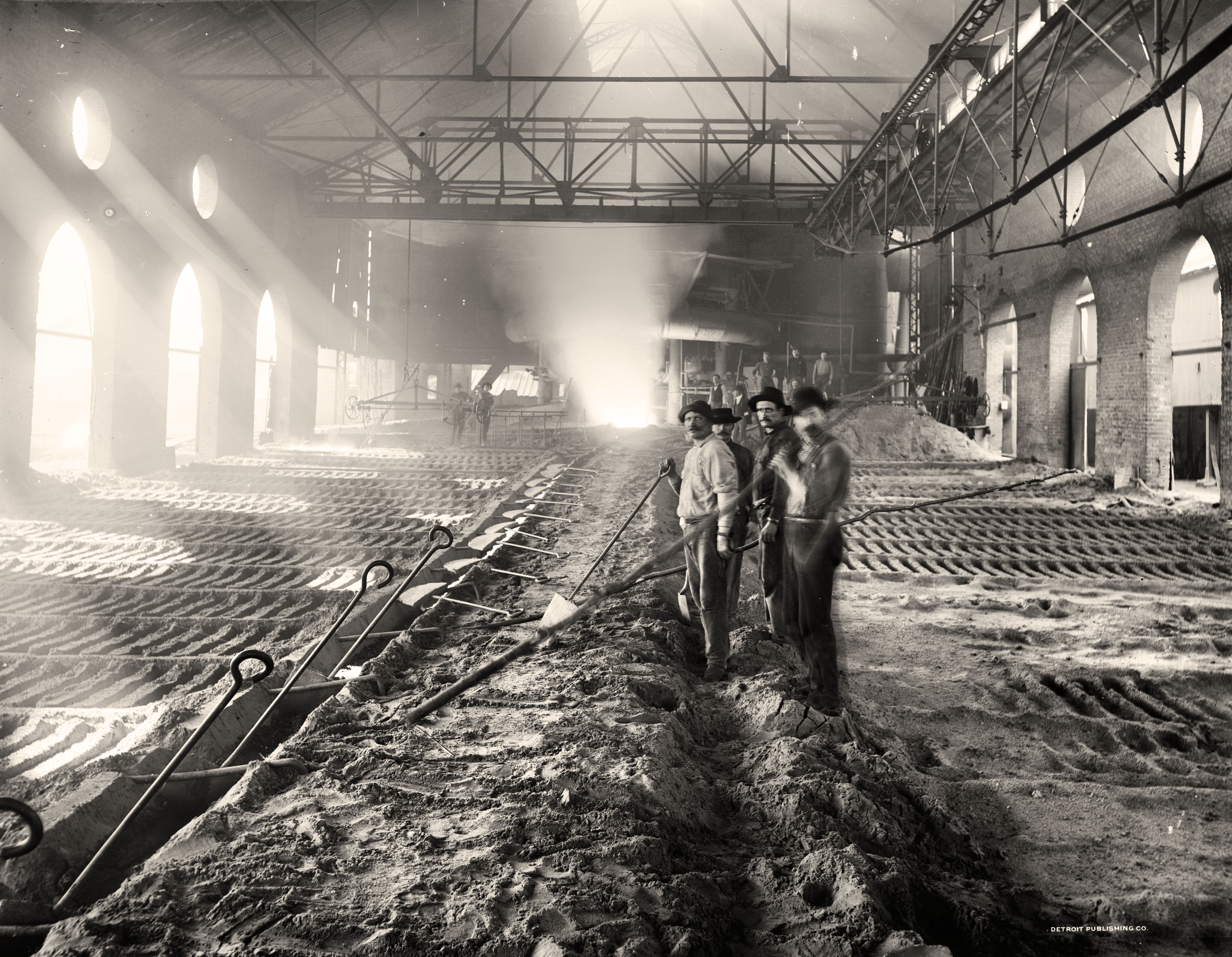
Coulée de gueuses à Iroquois smelter, Chicago, entre 1890 et 1901.

Les gueuses peuvent être aussi coulées en continu dans des machines ressemblant à des tapis roulants constitués de moules assemblés. La coulée de gueuses avec ces machines est d'ailleurs nécessaire pour les fontes phosphoreuses. En effet, les gueuses coulées dans du sable ont tendance à apporter de la silice qui dégrade le revêtement réfractaire des fours adaptés à la déphosphoration, qui est basique. Par contre la coulée en sable reste utile pour évaluer la qualité de la fonte : la séparation d'une gueuse de la grappe coulée se fait en cassant le chenal d'amenée de la fonte, la morphologie de la cassure renseignant le fondeur sur la qualité de la fonte coulée ; c'est ainsi qu'on a établi la distinction entre fonte blanche, grise ou truitée. Cette évaluation n'est pas possible avec les gueuses produites sur les machines de coulée en continu.
Photos stéréoscopiques prises à Pittsburgh vers 1900 de la coulée de gueuses en continu :

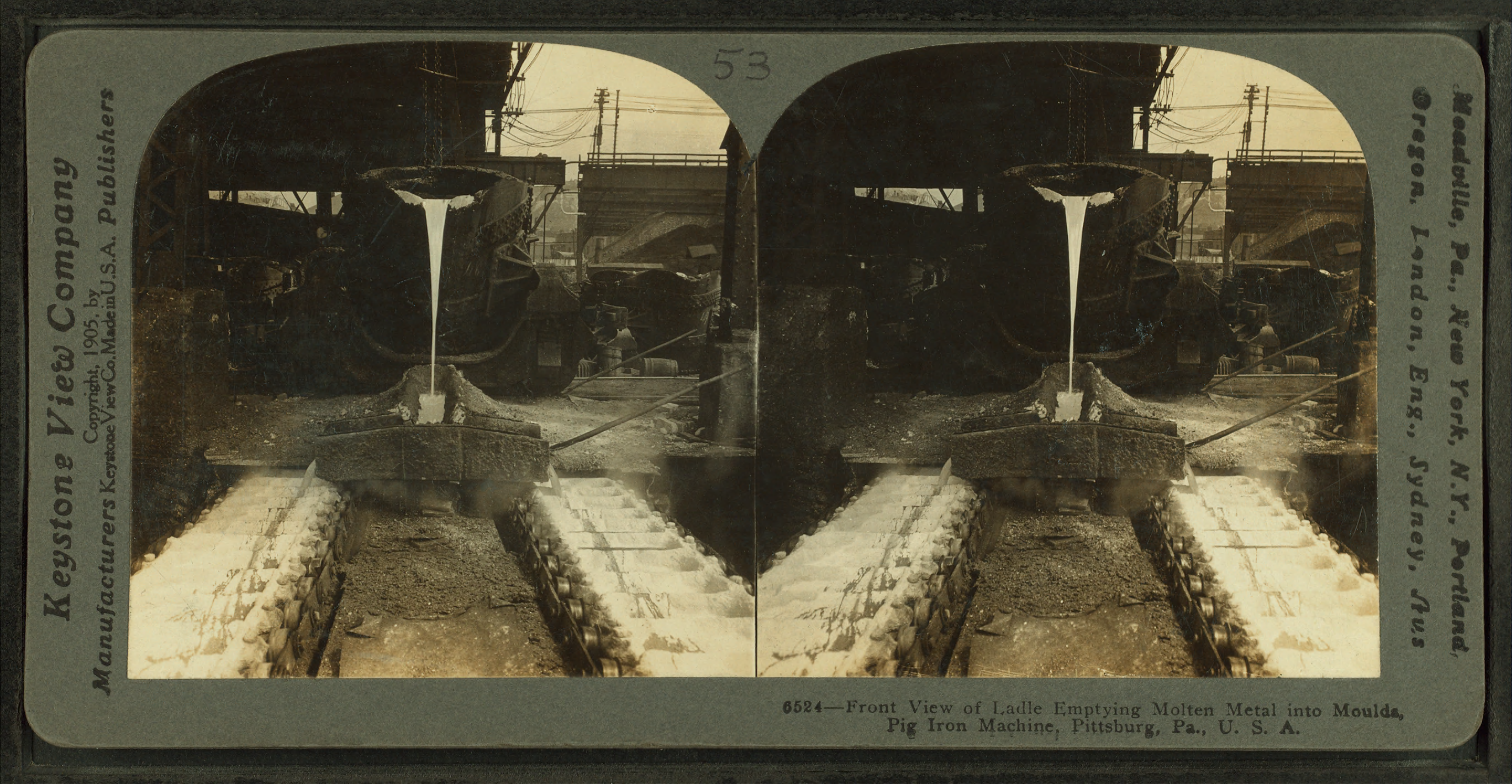
Remplissage d'une machine à couler les gueuses.
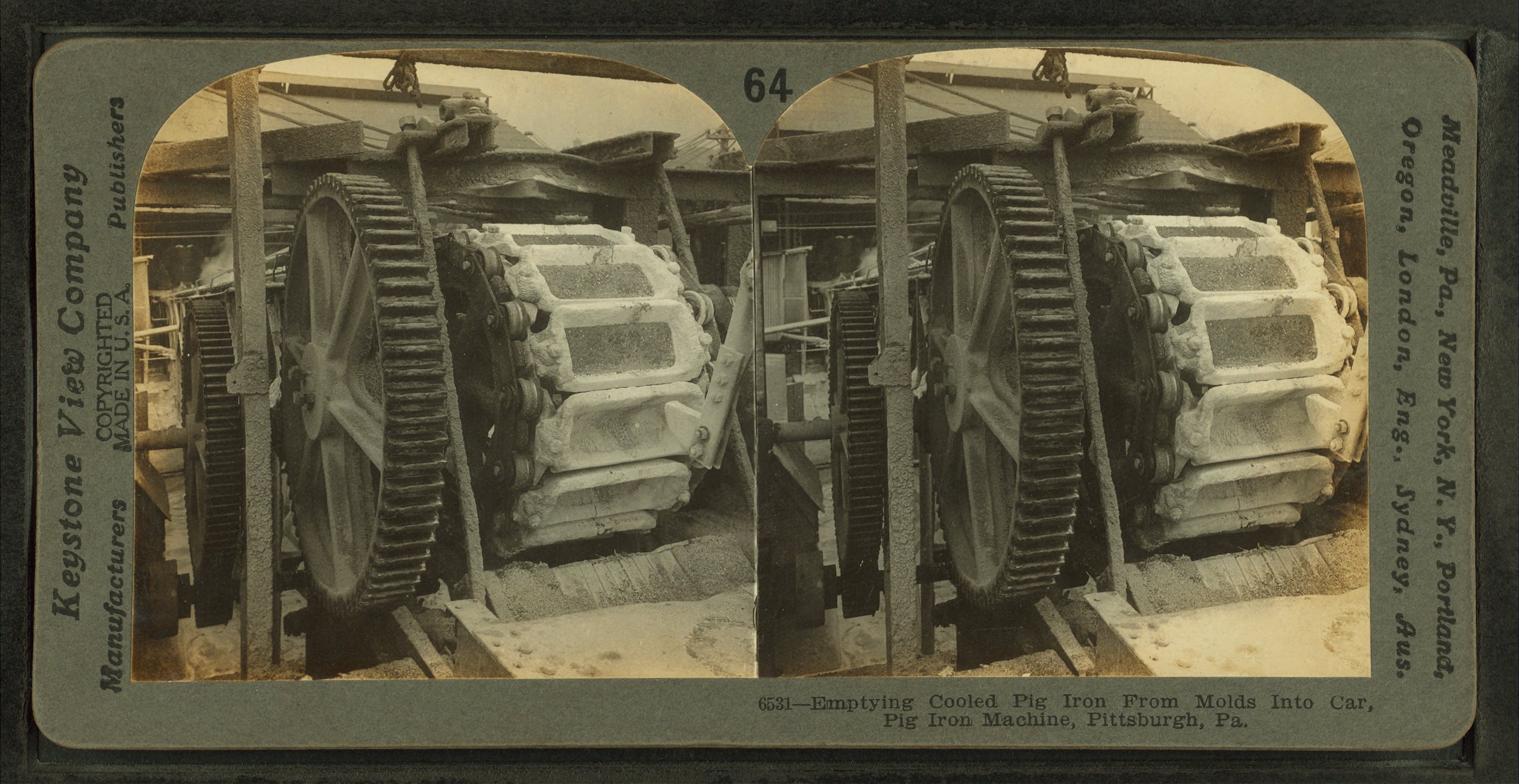
Détail de l'extrémité aval d'une machine à couler les gueuses.
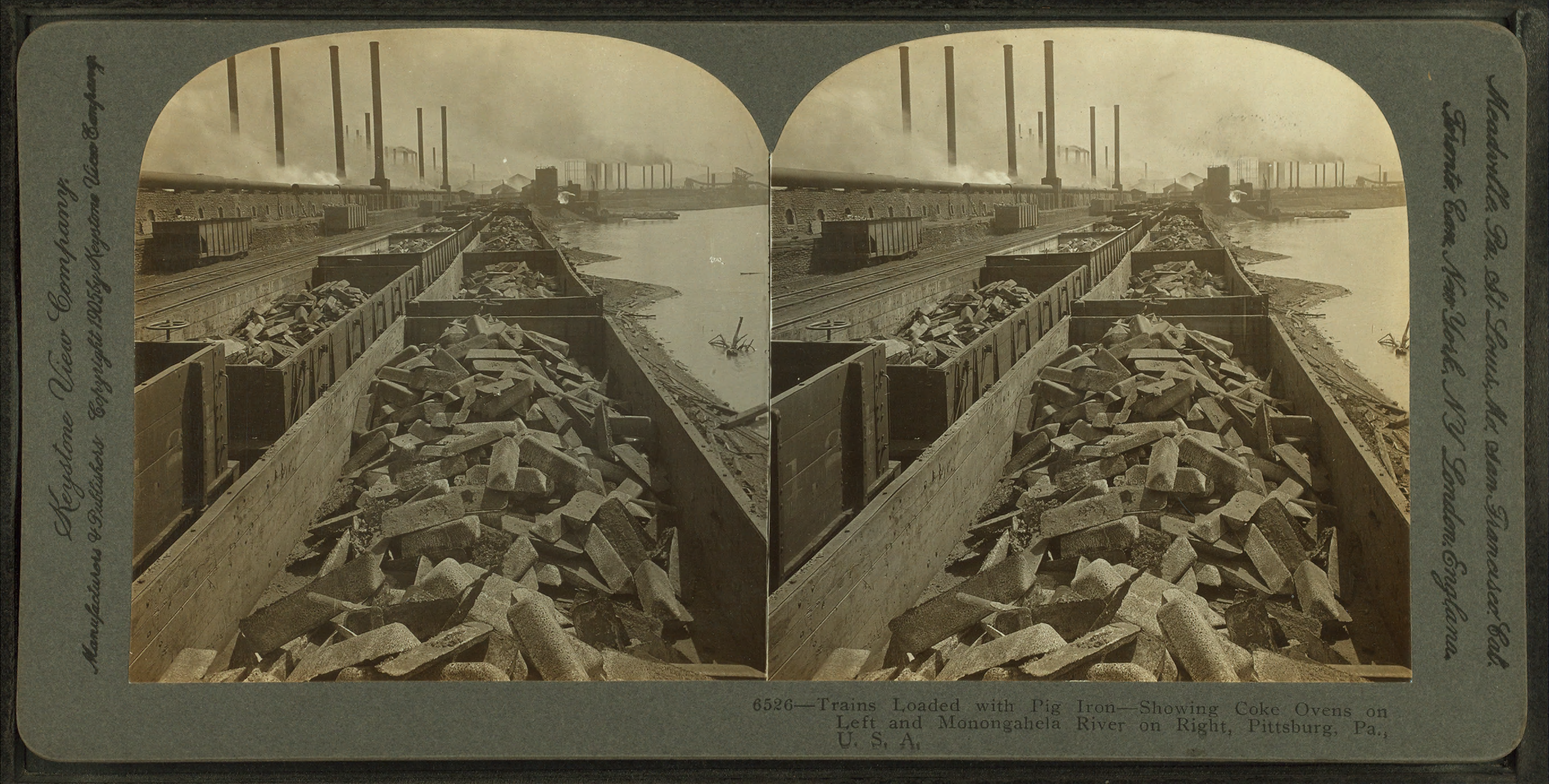
Convoi ferroviaire de gueuses de fonte.

Par la suite, avec la mise au point du convertisseur, l'étape intermédiaire de solidification de la fonte avant sa conversion en acier n'est plus devenue nécessaire. La coulée de gueuses s'est alors cantonnée à la production de fonte de fonderie. D'une composition chimique connue (et parfois très élaborée), les gueuses sont alors refondues dans des cubilots pour l'obtention de pièces moulées de qualité. Généralement issues de petits hauts fourneaux, la production de gueuse est devenue de plus en plus marginale au cours du XXe siècle.
Les gueuses peuvent être aussi utilisées telles quelles (lest dans un bateau ou en plongée, musculation, etc.)